# Mary Ann Gomes
Mary Ann Gomes (ur. 19 września 1989 w Kalkucie) – indyjska szachistka, arcymistrzyni od 2008 roku.

## Kariera szachowa
Wielokrotnie startowała w mistrzostwach świata juniorek w różnych kategoriach wiekowych, największy sukces odnosząc w 2006 r. w Batumi, gdzie w grupie do 18 lat zdobyła brązowy medal. W 2004 r. podzieliła w Teheranie I m. w mistrzostwach Azji juniorek do 16 lat, w 2005 i 2006 r. dwukrotnie zdobyła tytuł indywidualnej wicemistrzyni Indii (w 2006 r. wypełniając pierwszą normę na tytuł arcymistrzyni). Drugą normę zdobyła w tym samym roku w New Delhi, zwyciężając w mistrzostwach Azji juniorek do 20 lat, a trzecią – w 2007 r. w Bombaju, ponownie zajmując I m. w mistrzostwach Azji juniorek do 20 lat. W 2012 r. zdobyła w Ho Chi Minh tytuł indywidualnej wicemistrzyni Azji, natomiast w 2013 r. w Pasay zdobyła w kolejnych indywidualnych mistrzostwach Azji brązowy medal.
Wielokrotnie reprezentowała Indie w turniejach drużynowych, m.in.:
- czterokrotnie na olimpiadach szachowych (w latach 2006, 2008, 2012, 2014); medalistka: indywidualnie – srebrna (2008 – na V szachownicy)[1],
- trzykrotnie na drużynowych mistrzostwach świata (w latach 2009, 2013, 2015); medalistka: indywidualnie – brązowa (2013 – na IV szachownicy)[2],
- czterokrotnie na drużynowych mistrzostwach Azji (w latach 2005, 2009, 2012, 2014); pięciokrotna medalistka: wspólnie z drużyną – trzykrotnie srebrna (2005, 2012, 2014) oraz indywidualnie – srebrna (2005 – na II szachownicy) i brązowa (2014 – na IV szachownicy)[3],
- dwukrotnie na olimpiadach szachowych juniorów do 16 lat (w latach 2003, 2004)[4].

Najwyższy ranking w dotychczasowej karierze osiągnęła 1 lipca 2013 r., z wynikiem 2423 punktów zajmowała wówczas 52. miejsce na światowej liście FIDE, jednocześnie zajmując 4. miejsce wśród indyjskich szachistek.